# میشل مولر
میشل مولر (فرانسوی: Michel Muller‎؛ زادهٔ ۹ سپتامبر ۱۹۶۶) یک هنرپیشه، فیلم‌نامه‌نویس و کارگردان اهل فرانسه است. وی از سال ۱۹۹۴ میلادی تاکنون مشغول فعالیت بوده‌است.
از فیلم‌ها یا برنامه‌های تلویزیونی که وی در آن نقش داشته است می‌توان از آستریکس و اوبلیکس گرفتن سزار، آشپزی آمریکایی، فانفان لا تولیپ و تاکسی ۲ نام برد.